# Are you with me
Are you with me is een nummer dat oorspronkelijk uitkwam in 2012 en uitgevoerd werd door de Amerikaanse countryzanger Easton Corbin. Het verscheen als track op het album All over the road. Het werd in 2014 een internationale hit in een versnelde remix-versie van de Belgische dj Lost Frequencies. In 2016 bracht Corbin Are you with me ook zelf als single uit.
De versie van Lost Frequencies bereikte de eerste plek in de Vlaamse Ultratop 50 en piekte op de tweede plaats in Wallonië. Ook stond Are you with me in Duitsland, Ierland, Nederland, Zwitserland en Australië in de top tien. In 2015 stond het nummer op de tweede plek in de Dance 15 van The X Vibe, een jaarlijkse hitlijst met de populairste dancenummers van het jaar.

## Tracklijst
| Nr. | Titel                        | Duur |
| --- | ---------------------------- | ---- |
| 1.  | Are you with me (Radio edit) | 2:18 |

| Nr. | Titel                                             | Duur |
| --- | ------------------------------------------------- | ---- |
| 1.  | Are you with me (Kungs radio edit)                | 3:08 |
| 2.  | Are you with me (Kungs remix)                     | 3:54 |
| 3.  | Are you with me (Funk D radio edit)               | 3:30 |
| 4.  | Are you with me (Funk D remix)                    | 4:02 |
| 5.  | Are you with me (Harold van Lennep (pianoversie)) | 2:56 |
| 6.  | Are you with me (Dash Berlin remix)               | 4:50 |

## Hitnoteringen

### Internationaal overzicht
| 2014-15             | hoogste notering | opmerking                                                     |
| ------------------- | ---------------- | ------------------------------------------------------------- |
| België, Vlaanderen  | 1                | zowel VRT als Ultrasongs op 1                                 |
| België, Wallonië    | 2                |                                                               |
| Australië           | 1                |                                                               |
| Canada              | 42               |                                                               |
| Denemarken          | 4                |                                                               |
| Duitsland           | 1                |                                                               |
| Europa              | 1                | Billboard Euro Digital                                        |
| Finland             | 3                |                                                               |
| Frankrijk           | 4                |                                                               |
| Griekenland         | 1                | Greece Digital Songs                                          |
| Hongarije           | 2                | in de dancechart op nr. 9                                     |
| Ierland             | 1                |                                                               |
| Israël              | 1                | airplaylijst                                                  |
| Italië              | 13               |                                                               |
| Libanon             | 3                |                                                               |
| Nederland           | 3                | Single Top 100 op 3, Top 40 op 4                              |
| Nieuw-Zeeland       | 9                |                                                               |
| Noorwegen           | 4                |                                                               |
| Oostenrijk          | 1                |                                                               |
| Polen               | 1                |                                                               |
| Roemenië            | 1                |                                                               |
| Rusland             | 7                |                                                               |
| Schotland           | 1                |                                                               |
| Slowakije           | 1                | in de digitale charts op 2                                    |
| Slovenië            | 1                |                                                               |
| Spanje              | 2                |                                                               |
| Tsjechië            | 1                | Czech Digital, op nr. 6                                       |
| Verenigd Koninkrijk | 1                | Eerste Belgische nummer 1-hit in het V.K.                     |
| Verenigde Staten    | 17               | Billboard Dance/Electronic Songs, geen notering in de Hot 100 |
| Zweden              | 1                |                                                               |
| Zwitserland         | 1                |                                                               |

### VlaamseBRT Top 30
| Hitnotering: 23-08-2014 t/m 24-01-2016 | Hitnotering: 23-08-2014 t/m 24-01-2016 | Hitnotering: 23-08-2014 t/m 24-01-2016 | Hitnotering: 23-08-2014 t/m 24-01-2016 | Hitnotering: 23-08-2014 t/m 24-01-2016 | Hitnotering: 23-08-2014 t/m 24-01-2016 | Hitnotering: 23-08-2014 t/m 24-01-2016 | Hitnotering: 23-08-2014 t/m 24-01-2016 | Hitnotering: 23-08-2014 t/m 24-01-2016 | Hitnotering: 23-08-2014 t/m 24-01-2016 | Hitnotering: 23-08-2014 t/m 24-01-2016 | Hitnotering: 23-08-2014 t/m 24-01-2016 | Hitnotering: 23-08-2014 t/m 24-01-2016 | Hitnotering: 23-08-2014 t/m 24-01-2016 | Hitnotering: 23-08-2014 t/m 24-01-2016 | Hitnotering: 23-08-2014 t/m 24-01-2016 | Hitnotering: 23-08-2014 t/m 24-01-2016 | Hitnotering: 23-08-2014 t/m 24-01-2016 | Hitnotering: 23-08-2014 t/m 24-01-2016 |
| Week:                                  | 1                                      | 2                                      | 3                                      | 4                                      | 5                                      | 6                                      | 7                                      | 8                                      | 9                                      | 10                                     | 11                                     | 12                                     | 13                                     | 14                                     | 15                                     | 16                                     | 17                                     |                                        |
| -------------------------------------- | -------------------------------------- | -------------------------------------- | -------------------------------------- | -------------------------------------- | -------------------------------------- | -------------------------------------- | -------------------------------------- | -------------------------------------- | -------------------------------------- | -------------------------------------- | -------------------------------------- | -------------------------------------- | -------------------------------------- | -------------------------------------- | -------------------------------------- | -------------------------------------- | -------------------------------------- | -------------------------------------- |
| Positie:                               | 9                                      | 3                                      | 2                                      | 1                                      | 1                                      | 1                                      | 2                                      | 4                                      | 2                                      | 8                                      | 4                                      | 6                                      | 8                                      | 8                                      | 11                                     | 14                                     | 28                                     | uit                                    |

### VlaamseUltratop 50
| Hitnotering: 15-11-2014 t/m 27-02-2016 | Hitnotering: 15-11-2014 t/m 27-02-2016 | Hitnotering: 15-11-2014 t/m 27-02-2016 | Hitnotering: 15-11-2014 t/m 27-02-2016 | Hitnotering: 15-11-2014 t/m 27-02-2016 | Hitnotering: 15-11-2014 t/m 27-02-2016 | Hitnotering: 15-11-2014 t/m 27-02-2016 | Hitnotering: 15-11-2014 t/m 27-02-2016 | Hitnotering: 15-11-2014 t/m 27-02-2016 | Hitnotering: 15-11-2014 t/m 27-02-2016 | Hitnotering: 15-11-2014 t/m 27-02-2016 | Hitnotering: 15-11-2014 t/m 27-02-2016 | Hitnotering: 15-11-2014 t/m 27-02-2016 | Hitnotering: 15-11-2014 t/m 27-02-2016 | Hitnotering: 15-11-2014 t/m 27-02-2016 | Hitnotering: 15-11-2014 t/m 27-02-2016 | Hitnotering: 15-11-2014 t/m 27-02-2016 | Hitnotering: 15-11-2014 t/m 27-02-2016 | Hitnotering: 15-11-2014 t/m 27-02-2016 | Hitnotering: 15-11-2014 t/m 27-02-2016 | Hitnotering: 15-11-2014 t/m 27-02-2016 | Hitnotering: 15-11-2014 t/m 27-02-2016 | Hitnotering: 15-11-2014 t/m 27-02-2016 |
| Week:                                  | 1                                      | 2                                      | 3                                      | 4                                      | 5                                      | 6                                      | 7                                      | 8                                      | 9                                      | 10                                     | 11                                     | 12                                     | 13                                     | 14                                     | 15                                     | 16                                     | 17                                     | 18                                     | 19                                     | 20                                     |                                        |                                        |
| -------------------------------------- | -------------------------------------- | -------------------------------------- | -------------------------------------- | -------------------------------------- | -------------------------------------- | -------------------------------------- | -------------------------------------- | -------------------------------------- | -------------------------------------- | -------------------------------------- | -------------------------------------- | -------------------------------------- | -------------------------------------- | -------------------------------------- | -------------------------------------- | -------------------------------------- | -------------------------------------- | -------------------------------------- | -------------------------------------- | -------------------------------------- | -------------------------------------- | -------------------------------------- |
| Positie:                               | 10                                     | 3                                      | 2                                      | 1                                      | 1                                      | 1                                      | 1                                      | 1                                      | 2                                      | 2                                      | 5                                      | 6                                      | 6                                      | 5                                      | 8                                      | 10                                     | 15                                     | 25                                     | 22                                     | 23                                     |                                        |                                        |
| Week:                                  | 21                                     | 22                                     | 23                                     | 24                                     | 25                                     | 26                                     | 27                                     | 28                                     | 29                                     | 30                                     | 31                                     | 32                                     | 33                                     | 34                                     | 35                                     | 36                                     | 37                                     | 38                                     | 39                                     | 40                                     |                                        |                                        |
| Positie:                               | 31                                     | 38                                     | 49                                     | 48                                     | 49                                     | 9                                      | 24                                     | 29                                     | 20                                     | 27                                     | 31                                     | 36                                     | 48                                     | 37                                     | 21                                     | 45                                     | 42                                     | 37                                     | 48                                     | 46                                     | uit                                    |                                        |

### Nederlandse Top 40
| Hitnotering: 14-02-2015 t/m 12-09-2015 | Hitnotering: 14-02-2015 t/m 12-09-2015 | Hitnotering: 14-02-2015 t/m 12-09-2015 | Hitnotering: 14-02-2015 t/m 12-09-2015 | Hitnotering: 14-02-2015 t/m 12-09-2015 | Hitnotering: 14-02-2015 t/m 12-09-2015 | Hitnotering: 14-02-2015 t/m 12-09-2015 | Hitnotering: 14-02-2015 t/m 12-09-2015 | Hitnotering: 14-02-2015 t/m 12-09-2015 | Hitnotering: 14-02-2015 t/m 12-09-2015 | Hitnotering: 14-02-2015 t/m 12-09-2015 | Hitnotering: 14-02-2015 t/m 12-09-2015 | Hitnotering: 14-02-2015 t/m 12-09-2015 | Hitnotering: 14-02-2015 t/m 12-09-2015 | Hitnotering: 14-02-2015 t/m 12-09-2015 | Hitnotering: 14-02-2015 t/m 12-09-2015 | Hitnotering: 14-02-2015 t/m 12-09-2015 |
| Week:                                  | 1                                      | 2                                      | 3                                      | 4                                      | 5                                      | 6                                      | 7                                      | 8                                      | 9                                      | 10                                     | 11                                     | 12                                     | 13                                     | 14                                     | 15                                     | 16                                     |
| -------------------------------------- | -------------------------------------- | -------------------------------------- | -------------------------------------- | -------------------------------------- | -------------------------------------- | -------------------------------------- | -------------------------------------- | -------------------------------------- | -------------------------------------- | -------------------------------------- | -------------------------------------- | -------------------------------------- | -------------------------------------- | -------------------------------------- | -------------------------------------- | -------------------------------------- |
| Positie:                               | 38                                     | 30                                     | 19                                     | 12                                     | 5                                      | 4                                      | 5                                      | 7                                      | 7                                      | 7                                      | 7                                      | 7                                      | 7                                      | 7                                      | 6                                      | 5                                      |
| Week:                                  | 17                                     | 18                                     | 19                                     | 20                                     | 21                                     | 22                                     | 23                                     | 24                                     | 25                                     | 26                                     | 27                                     | 28                                     | 29                                     | 30                                     | 31                                     |                                        |
| Positie:                               | 5                                      | 5                                      | 7                                      | 7                                      | 7                                      | 7                                      | 7                                      | 10                                     | 14                                     | 17                                     | 20                                     | 22                                     | 26                                     | 27                                     | 36                                     | uit                                    |

### NederlandseSingle Top 100
| Hitnotering: 31-01-2015 t/m 30-01-2016 | Hitnotering: 31-01-2015 t/m 30-01-2016 | Hitnotering: 31-01-2015 t/m 30-01-2016 | Hitnotering: 31-01-2015 t/m 30-01-2016 | Hitnotering: 31-01-2015 t/m 30-01-2016 | Hitnotering: 31-01-2015 t/m 30-01-2016 | Hitnotering: 31-01-2015 t/m 30-01-2016 | Hitnotering: 31-01-2015 t/m 30-01-2016 | Hitnotering: 31-01-2015 t/m 30-01-2016 | Hitnotering: 31-01-2015 t/m 30-01-2016 | Hitnotering: 31-01-2015 t/m 30-01-2016 | Hitnotering: 31-01-2015 t/m 30-01-2016 | Hitnotering: 31-01-2015 t/m 30-01-2016 | Hitnotering: 31-01-2015 t/m 30-01-2016 | Hitnotering: 31-01-2015 t/m 30-01-2016 | Hitnotering: 31-01-2015 t/m 30-01-2016 | Hitnotering: 31-01-2015 t/m 30-01-2016 | Hitnotering: 31-01-2015 t/m 30-01-2016 | Hitnotering: 31-01-2015 t/m 30-01-2016 |
| Week:                                  | 1                                      | 2                                      | 3                                      | 4                                      | 5                                      | 6                                      | 7                                      | 8                                      | 9                                      | 10                                     | 11                                     | 12                                     | 13                                     | 14                                     | 15                                     | 16                                     | 17                                     | 18                                     |
| -------------------------------------- | -------------------------------------- | -------------------------------------- | -------------------------------------- | -------------------------------------- | -------------------------------------- | -------------------------------------- | -------------------------------------- | -------------------------------------- | -------------------------------------- | -------------------------------------- | -------------------------------------- | -------------------------------------- | -------------------------------------- | -------------------------------------- | -------------------------------------- | -------------------------------------- | -------------------------------------- | -------------------------------------- |
| Positie:                               | 86                                     | 56                                     | 35                                     | 26                                     | 9                                      | 6                                      | 4                                      | 3                                      | 4                                      | 4                                      | 5                                      | 5                                      | 6                                      | 6                                      | 7                                      | 6                                      | 6                                      | 7                                      |
| Week:                                  | 19                                     | 20                                     | 21                                     | 22                                     | 23                                     | 24                                     | 25                                     | 26                                     | 27                                     | 28                                     | 29                                     | 30                                     | 31                                     | 32                                     | 33                                     | 34                                     | 35                                     | 36                                     |
| Positie:                               | 6                                      | 9                                      | 10                                     | 13                                     | 12                                     | 9                                      | 10                                     | 15                                     | 15                                     | 18                                     | 13                                     | 15                                     | 16                                     | 20                                     | 22                                     | 25                                     | 34                                     | 41                                     |
| Week:                                  | 37                                     | 38                                     | 39                                     | 40                                     | 41                                     | 42                                     | 43                                     | 44                                     | 45                                     | 46                                     | 47                                     | 48                                     | 49                                     | 50                                     | 51                                     | 52                                     | 53                                     |                                        |
| Positie:                               | 43                                     | 46                                     | 52                                     | 55                                     | 58                                     | 64                                     | 82                                     | 86                                     | 85                                     | 87                                     | 93                                     | 95                                     | 95                                     | 79                                     | 99                                     | 100                                    | 98                                     | uit                                    |

## Single van Corbin
In 2016 besloot Corbin het nummer alsnog op een single uit te brengen. Deze bereikte alleen de Hot Country Songs.
| hitlijst          | piek |
| ----------------- | ---- |
| Hot Country Songs | 50   |